# Irish Open 1912
Die Irish Open 1912 waren die elfte Austragung dieser internationalen Meisterschaften von Irland im Badminton. Sie fanden in Dublin statt.	

## Finalresultate
| Disziplin    | Sieger                                  | Finalist                           | Ergebnis           |
| ------------ | --------------------------------------- | ---------------------------------- | ------------------ |
| Herreneinzel | Guy Sautter                             | Arthur Cave                        | 15–1, 15–6         |
| Dameneinzel  | Helen Pigot                             | Nora Lambert                       | 11–8, 11–2         |
| Herrendoppel | Guy Sautter George Alan Thomas          | Arthur Cave W. F. Cave             | 17–14, 15–5        |
| Damendoppel  | Lavinia Clara Radeglia Margaret Tragett | Gill V. Todd                       | 15–11, 13–15, 15–6 |
| Mixed        | George Alan Thomas Margaret Tragett     | Guy Sautter Lavinia Clara Radeglia | 18–17, 15–12       |